# Clarence Houser
Lemuel Clarence („Bud”") Houser (ur. 21 września 1901 w Winigan, w stanie Missouri, zm. 1 października 1994 w Gardena, w Kalifornii) – amerykański lekkoatleta, dyskobol i kulomiot, trzykrotny mistrz olimpijski.

## Przebieg kariery
Pierwsze sukcesy w rzucie dyskiem i pchnięciu kulą odnosił już w szkole średniej w Oxnard. Później wstąpił na Uniwersytet Południowej Kalifornii. 
Na igrzyskach olimpijskich w 1924 w Paryżu zwyciężył zarówno w rzucie dyskiem, jak i w pchnięciu kulą (był to ostatni do tej pory taki wyczyn na igrzyskach olimpijskich wśród mężczyzn, wśród kobiet dokonała tego Tamara Press na igrzyskach olimpijskich w 1964 w Tokio).
Podczas igrzysk olimpijskich w 1928 w Amsterdamie był chorążym reprezentacji Stanów Zjednoczonych. Startował tylko w rzucie dyskiem, w którym ponownie zdobył złoty medal olimpijski.
3 kwietnia 1926 w Palo Alto ustanowił rekord świata w rzucie dyskiem wynikiem 48,20 m. Był mistrzem Stanów Zjednoczonych w rzucie dyskiem w 1925, 1926 i 1928, a w pchnięciu kulą w 1921 i 1925.
Po zakończeniu kariery sportowej pracował jako lekarz dentysta w Hollywood.

## Rekordy życiowe
źródło:
- pchnięcie kulą – 15,42 m (1926)
- rzut dyskiem – 48,20 m (1926)